# Ouéleni
 Ouéleni   là một tổng thuộc  Léraba (tỉnh) ở tây nam  Burkina Faso. Thủ phủ là thị xã Ouéleni (thị xã). Theo điều tra dân số năm 1996, tổng này có tổng dân số 10.020 người.

## Các thị xã và làng xã
- thị xã Ouéleni	(911 dân) (thủ phủ)
- Bebougou	(567 dân)
- Botogo	(405 dân)
- Foloni	(650 dân)
- Kinga	(260 dân)
- Kobadah	(1 290 dân)
- Namboena	(303 dân)
- Outila	(1 136 dân)
- Pelignan	(443 dân)
- Sarkandiala	(1 097 dân)
- Sele	(208 dân)
- Sountourkou	(657 dân)
- Tena	(1 464 dân)
- Tiongo	(629 dân)